# Phaedrotoma
Phaedrotoma is een geslacht van insecten uit de orde vliesvleugeligen (Hymenoptera) en de familie schildwespen (Braconidae).

## Soorten
Deze lijst van 192 stuks is mogelijk niet compleet.
- P. acharaviensis (Fischer, 1996)
- P. adentata (Fischer, 1980)
- P. aethiops (Haliday, 1837)
- P. agnesae (Papp, 1981)
- P. alconana (Fischer, 1964)
- P. alternantherae (Fischer, 1966)
- P. angiclypealis van Achterberg & Salvo, 1997
- P. artericus (Fischer, 1972)
- P. arundinis Fischer, 1964
- P. atomarius (Fischer, 1963)
- P. atomica (Fischer, 1962)
- P. atomosa (Fischer, 1963)
- P. australicola (Fischer, 1966)
- P. austriaca (Fischer, 1958)
- P. baezodedicata (Fischer, 2001)
- P. basiventris (Tobias, 1998)
- P. benignus (Papp, 1981)
- P. bigdeltana (Fischer, 1965)
- P. biroi (Fischer, 1960)
- P. biroica (Fischer & Beyarslan, 2005)
- P. bouceki Fischer, 1958
- P. brachyura (Fischer, 1972)
- P. brevimarginalis van Achterberg & Salvo, 1997
- P. britannicola (Fischer, 2006)
- P. brunnipes (Tobias, 1998)
- P. caesa (Haliday, 1837)
- P. capeki (Fischer, 1963)
- P. caucasi (Tobias, 1986)
- P. celsiformis (Fischer, 1959)
- P. circur (Fischer, 1963)
- P. cisbaikalica (Tobias, 1998)
- P. clypeata (Jakimavicius, 1979)
- P. coloraticeps (Fischer, 1996)
- P. complicans (Fischer, 1965)
- P. crassicrus (Thomson, 1895)
- P. curtinotum (Fischer, 1983)
- P. chasanica (Tobias, 1998)
- P. daghestanica (Telenga, 1950)
- P. daghoides (Zaykov & Fischer, 1983)
- P. danica (Fischer, 1984)
- P. decorata (Stelfox, 1949)
- P. dembelana (Fischer, 1963)
- P. denticlypealis van Achterberg & Salvo, 1997
- P. depeculator Forster, 1862
- P. diacriticus (Fischer, 1972)
- P. difficillima (Fischer, 1958)
- P. diversa (Szepligeti, 1898)
- P. diversiformis (Fischer, 1960)
- P. dudichi (Papp, 1982)
- P. ebriops (Fischer, 1978)
- P. efluxa (Papp, 2003)
- P. eunomia (Fischer, 1968)
- P. exigua (Wesmael, 1835)
- P. fallax (Szepligeti, 1896)
- P. femoralis (Jimenez, 1983)
- P. fictus (Fischer, 1969)
- P. fiduciaria (Fischer, 1969)
- P. fissilis (Fischer, 1969)
- P. fixa (Fischer, 1969)
- P. flaveola van Achterberg & Aguiar, 2009
- P. flavigaster (Fischer, 1957)
- P. flavitestacea (Fischer, 1958)
- P. gafsaensis (Fischer, 1964)
- P. glabroplasticus (Fischer, 1972)
- P. golbachi (Fischer, 1964)
- P. gregnar (Wharton, 1987)
- P. hellasensis (Fischer, 1990)
- P. heringi (Fischer, 1962)
- P. holorubrus (Fischer, 1972)
- P. horcomollensis (Fischer, 1968)
- P. instabiloides (Fischer, 1959)
- P. insularis (Ashmead, 1894)
- P. iuxtangelum (Fischer, 1978)
- P. kangarooensis (Fischer, 1988)
- P. katoi (Fischer, 1992)
- P. kovalevi (Tobias, 1998)
- P. laesa (Tobias, 1998)
- P. laetabilis (Tobias, 1998)
- P. laetabunda (Tobias, 1998)
- P. laetifica (Tobias, 1998)
- P. laplatana (Fischer, 1968)
- P. lasis (Fischer, 1979)
- P. latipediformis Fischer, 2004
- P. latita (Fischer, 1979)
- P. latitergit (Papp, 2003)
- P. leclyta (Fischer, 1996)
- P. lindbergi (Fischer, 1963)
- P. lissotergum (Tobias, 1998)
- P. luteoclypealis van Achterberg & Salvo, 1997
- P. luteopleuris (Tobias, 1998)
- P. magdalenae (Fischer, 1968)
- P. magnicauda (Fischer, 1958)
- P. mediocarinata (Fischer, 1963)
- P. megaera (Fischer, 1972)
- P. megaura (Fischer, 1972)
- P. melpomene (Fischer, 1968)
- P. mesoclypealis van Achterberg & Salvo, 1997
- P. mesoniger (Jimenez, 1983)
- P. minusculae (Fischer, 1967)

- P. mirabunda (Papp, 1982)
- P. monilicornis Fischer, 1962
- P. monticola (Szepligeti, 1898)
- P. moravica (Fischer, 1960)
- P. mujenjanica (Fischer, 1963)
- P. munda (Foerster, 1862)
- P. nanocorpus (Fischer, 2005)
- P. nanosoma (Fischer, 1989)
- P. neosoma (Fischer, 1966)
- P. nitidulator (Nees, 1834)
- P. noclya (Fischer, 1983)
- P. noguesensis (Fischer, 1968)
- P. nosamaensis (Fischer, 1990)
- P. novojariae (Fischer, 2006)
- P. nowakowskii (Fischer, 1959)
- P. oeconomica (Fischer, 1962)
- P. oleracei (Fischer, 1963)
- P. pamboloides (Tobias, 1986)
- P. pappi (Samiuddin & Ahmad, 2009)
- P. patnaensis (Samiuddin & Ahmad, 2009)
- P. peculiaris (Tobias, 1998)
- P. penthea (Tobias, 1998)
- P. phaseoli (Fischer, 1963)
- P. phoenicensis (Fischer, 1965)
- P. phytobiae (Fischer, 1959)
- P. platensis (Brethes, 1913)
- P. pontica (Fischer, 1958)
- P. portarthurensis (Fischer, 1978)
- P. porterodedicata (Fischer, 1983)
- P. postremus (Papp, 1980)
- P. propepactum (Fischer, 1984)
- P. pseudonitida (Fahringer, 1943)
- P. puertocisnensis (Fischer, 1964)
- P. pulchriceps (Szepligeti, 1898)
- P. pulchriventris (Fischer, 1958)
- P. pumilio (Wesmael, 1835)
- P. pylades (Fischer, 1969)
- P. pyrosoma (Fischer, 1966)
- P. quasipulvis Fischer, 1990
- P. quasiqvisti (Fischer, 1991)
- P. raphaeli (Fischer, 1968)
- P. recondes van Achterberg, 2004
- P. reconditor (Wesmael, 1835)
- P. remnus (Papp, 2003)
- P. renerrens (Fischer, 1983)
- P. reptantis (Fischer, 1957)
- P. rex (Fischer, 1958)
- P. rhodopicola (Zaykov & Fischer, 1986)
- P. ribeiroensis (Fischer, 1966)
- P. riocalaoensis (Fischer, 2004)
- P. rudiformis (Fischer, 1958)
- P. rudis (Wesmael, 1835)
- P. rufimarginata (Fischer, 1963)
- P. rugata (Fischer, 1992)
- P. sanensis (Fischer, 1979)
- P. sanmiguelensis (Fischer, 2001)
- P. scabriventris (Nixon, 1955)
- P. scaptomyzae (Fischer, 1967)
- P. sculptisaeva (Fischer, 2004)
- P. schlicki (Fischer, 1964)
- P. sedanca (Tobias, 1998)
- P. seiuncta (Fischer, 1959)
- P. seiunctus (Fischer, 1959)
- P. selimbassai (Fischer, 1993)
- P. seticlypeus Samiuddin & Ahmad, 2009
- P. signicella Fischer, 1991
- P. signifemur (Zaykov & Fischer, 1983)
- P. simplicornis (Fischer, 1968)
- P. sinecostulis (Fischer, 1983)
- P. smarti (Fischer, 1966)
- P. solanivorae (Fischer, 2005)
- P. speciosa (Fischer, 1959)
- P. spurca (Tobias, 1998)
- P. staryi (Fischer, 1958)
- P. subsimilis (Fischer, 1963)
- P. superlativa (Tobias, 1998)
- P. suturalis (Gahan, 1913)
- P. tacita (Haliday, 1837)
- P. tenfana (Fischer, 1996)
- P. testaceipes (Brethes, 1913)
- P. thoracotuberculata (Fischer, 1964)
- P. travancorensis (Fischer, 1966)
- P. trimaculata (Spinola, 1851)
- P. tuberculifer (Fischer, 1958)
- P. turneri (Gahan, 1919)
- P. umlalaziensis (Fischer, 1996)
- P. unicarinata (Fischer, 1959)
- P. urania (Fischer, 1968)
- P. variegata (Szepligeti, 1896)
- P. viennensis (Fischer, 1959)
- P. wachsmanni (Szepligeti, 1898)
- P. zomborii (Papp, 1982)
- P. zurucuchuensis (Fischer, 1965)